# Medaille voor de Ontzettingsexpeditie in China

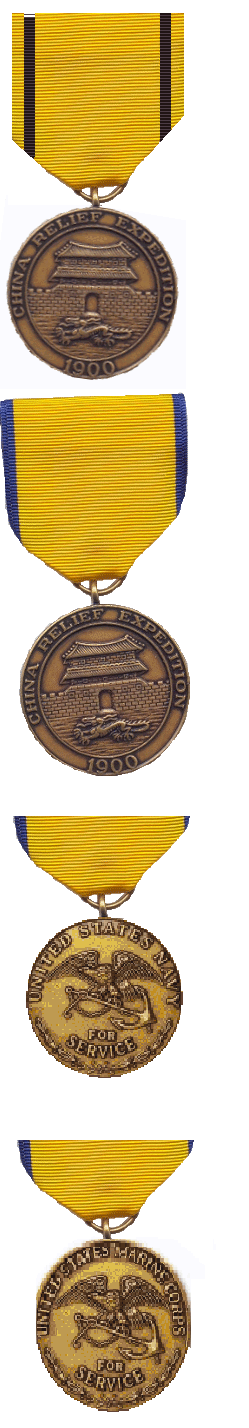
Medailles uit 1908 en 1915. De eerste met de zwarte strepen. Verder de medailles van mariniers en marine.

De Medaille voor de Ontzettingsexpeditie in China (Engels: "China Relief Expedition Medal") is een onderscheiding van de Verenigde Staten van Amerika. Deze herinneringsmedaille werd op 12 januari 1905 ingesteld ter herinnering aan wat de Amerikanen de "China Relief Expedition" noemden.
De medaille was gereserveerd voor personeel van de marine en het United States Marine Corps. Voor het leger was een eigen China-Campagnemedaille gesticht.
De Verenigde Staten was een van de acht landen die zich aaneensloten om de Bokseropstand in China neer te slaan en de Europese en Japanse diplomaten die 55 dagen lang in het ambassadekwartier van Peking werden belegerd te bevrijden.
In mei 1900 was in heel Noord-China een opstand uitgebroken die de belangen van de landen met concessies in de grote steden en gepachte gebieden in China bedreigde. De vijandigheid tegen deze machten was vooral veroorzaakt door een geheime nationalistische en xenofobe groep die zich "de Vereniging van rechtschapen en harmonieuze Vuisten"  noemde. In het buitenland werden deze mannen de "boksers" genoemd. De opstand staat als "Bokseropstand" bekend.
Acht grote mogendheden; Duitsland, Oostenrijk-Hongarije, de Verenigde Staten, Frankrijk, het Verenigd Koninkrijk, Italië, Japan en Rusland besloten om een internationaal leger van 150.000 man onder het opperbevel van de Duitse Veldmaarschalk graaf von Waldersee in te zetten om hun belegerde landgenoten in Peking te redden en de opstand in de provincies neer te slaan. De Geallieerde troepen bereikten Peking op 14 augustus 1900 maar een vredesverdrag met China werd pas op 7 september 1901 ondertekend.

## De geschiedenis van de medaille
De Duitse Keizer Wilhelm II had de acht naties die zich verenigd hadden om de Bokseropstand neer te slaan opgeroepen om een gezamenlijke medaille te verlenen. Daarvan is het niet gekomen. Het Amerikaanse Ministerie van Oorlog heeft pas in 1905 besloten om een medaille te stichten. In aanmerking kwamen die militairen van de landmacht die tussen 20 juni 1900 en 27 mei 1901 als militair deel hadden genomen aan de expeditie. Zij die voor dapperheid een Eervolle Vermelding hadden gekregen mochten de daarbij behorende ster op het lint van deze medaille aanbrengen.

## De medaille
Op de voorzijde is een typisch Chinees poortgebouw afgebeeld met daarvoor een vijftenige keizerlijke draak. Het rondschrift luidt: "CHINA RELIEF EXPEDITION 1900".
De keerzijde is voor het Corps Mariniers en de Amerikaanse marine verschillend.
Op de keerzijde van de mariniersmedaille is een adelaar afgebeeld die een anker vasthoudt. Het rondschrift luidt" UNITED STATES MARINE CORPS" en onder de adelaar staat de opdracht "FOR SERVICE".
Op de keerzijde van de marinemedaille is een adelaar afgebeeld die een anker vasthoudt. Het rondschrift luidt" UNITED STATES NAVY" en onder de adelaar staat de opdracht "FOR SERVICE".
Van het eerste stempel dat op de voorzijde het jaartal 1901 stempelde zijn slechts 400 exemplaren geslagen. Toen raakte het beschadigd en het kon niet langer worden gebruikt. De Amerikaanse Munt liet een nieuw, iets afwijkend stempel vervaardigen  en alle latere medailles dragen het jaartal "1900".
De medaille werd aan een geel lint  met twee smalle zwarte strepen gedragen. In 1915 werd besloten dat alle Amerikaanse militairen hun chinamedailles aan dezelfde linten zouden dragen. Het lint met de twee zwarte strepen verviel en werd vervangen door het lint zoals de landmacht al sinds 1908 gebruikte; geel met smalle blauwe bies. De medaille werd op de linkerborst gedragen.
Alle eenheden die aan de expeditie deelnamen ontvingen een vaandeldecoratie in de vorm van een cravatte. Op deze cravatte is een van de volgende opdrachten, zogeheten "Battle Honours", vermeld:
- TIENTSIN 1900
- YANG-TSUN 1900
- PEKING 1900